# Convenio de París para la Protección de la Propiedad Industrial
El Convenio de París para la Protección de la Propiedad Industrial (conocido como Convenio de París o Convención de París), firmado en 1883 y entrado en vigor el 7 de julio de 1884, es un tratado internacional aplicable a la propiedad industrial en su más amplia acepción, pues incluye inventos, marcas, diseños industriales, modelos de uso práctico, nombres comerciales, denominaciones geográficas y la represión de la competencia desleal.
La Organización Mundial de la Propiedad Intelectual (OMPI), basada en Ginebra, administra el Convenio. Pueden adherirse al Convenio todos los Estados, depositando sus instrumentos de ratificación o de adhesión al director general de la OMPI. Cuenta con 177 Estados Partes a 1 de octubre de 2020.

## Disposiciones
Las disposiciones sustantivas de la convención corresponden a tres categorías principales: trato nacional, derecho de prioridad, y reglas comunes.
Bajo las disposiciones del trato nacional, la convención establece que, en relación con la propiedad industrial, cada uno de los estados que participan en un contrato debe conceder a los ciudadanos de los demás estados contratantes la misma protección que concede a sus nacionales. Los ciudadanos de estados no contratantes también estarán protegidos por la convención si están avecindados o tienen un establecimiento industrial o comercial real y efectivo en alguno de los Estados contratantes.
Esta convención dispone el Derecho de prioridad en el caso de patentes (y modelos prácticos, si los hay), marcas y diseños industriales. Este derecho significa que, sobre la base de una primera solicitud regular presentada en alguno de los estados contratantes, el solicitante podrá pedir protección en cualquiera de los otros Estados contratantes, dentro de un determinado plazo; entonces, esas últimas solicitudes serán consideradas como si hubieran sido presentadas el mismo día que la primera solicitud.
La convención establece unas cuantas reglas comunes que todos los Estados contratantes deben aplicar. Algunas de ellas son las siguientes.

### Patentes
Las patentes concedidas en distintos estados contratantes para un mismo invento son independientes unas de otras; la concesión de una patente en un estado contratante no obliga a los demás Estados contratantes a otorgar una patente.
El inventor tiene derecho de ser reconocido como tal en la patente.

### Marcas
La convención no regula las condiciones para la presentación y registro de marcas, por lo cual deberán determinarse según la ley nacional de cada estado contratante.
Cuando una marca haya sido debidamente registrada en el país de origen, deberá, previa solicitud, ser aceptada para registro y protegida en su forma original en los demás estados contratantes. Sin embargo, el registro puede ser negado en casos bien definidos.
Si en un estado contratante cualquiera el uso de una marca registrada es obligatorio, el registro puede ser cancelado por falta de uso sólo después de un periodo razonable y únicamente si el dueño no logra justificar su inactividad.
Se deberá conceder protección a las marcas colectivas.
Se establece una clasificación de productos y servicios para el propósito de registrar marcas. Este sistema agrupa todos los productos y servicios en 45 clases – 34 para productos, 11 para servicios – permitiendo al usuario especificar de forma precisa y clara las clases que cubren su marca. De esta forma, cuando una persona presenta una solicitud de registro de marca en cualquiera de los países contratantes, puede utilizar el mismo sistema de clasificación, haciendo el proceso más expedito y fácil para el solicitante.
Los diseños industriales deberán ser protegidos en cada uno de los estados contratantes, y la protección no podrá invalidarse por el hecho de que los artículos a los cuales se incorpore el diseño no sean manufacturados en ese estado.
Se deberá otorgar protección a los nombres comerciales en cada uno de los estados contratantes, sin que haya obligación de presentar documentación o registrarlos.
Cada uno de los estados contratantes deberá tomar medidas contra el uso directo o indirecto de una falsa indicación sobre la fuente de los bienes o la identidad del productor, fabricante o distribuidor.
Cada estado contratante estará obligado a proveer protección eficaz contra la competencia desleal.

## Países Contratantes del Convenio de París
La convención cuenta con 179 países miembros contratantes ,lo que la convierte en uno de los tratados más adoptados en todo el mundo.
Ver listado completo en Wikipedia en inglés: List of parties to the Paris Convention for the Protection of Industrial Property

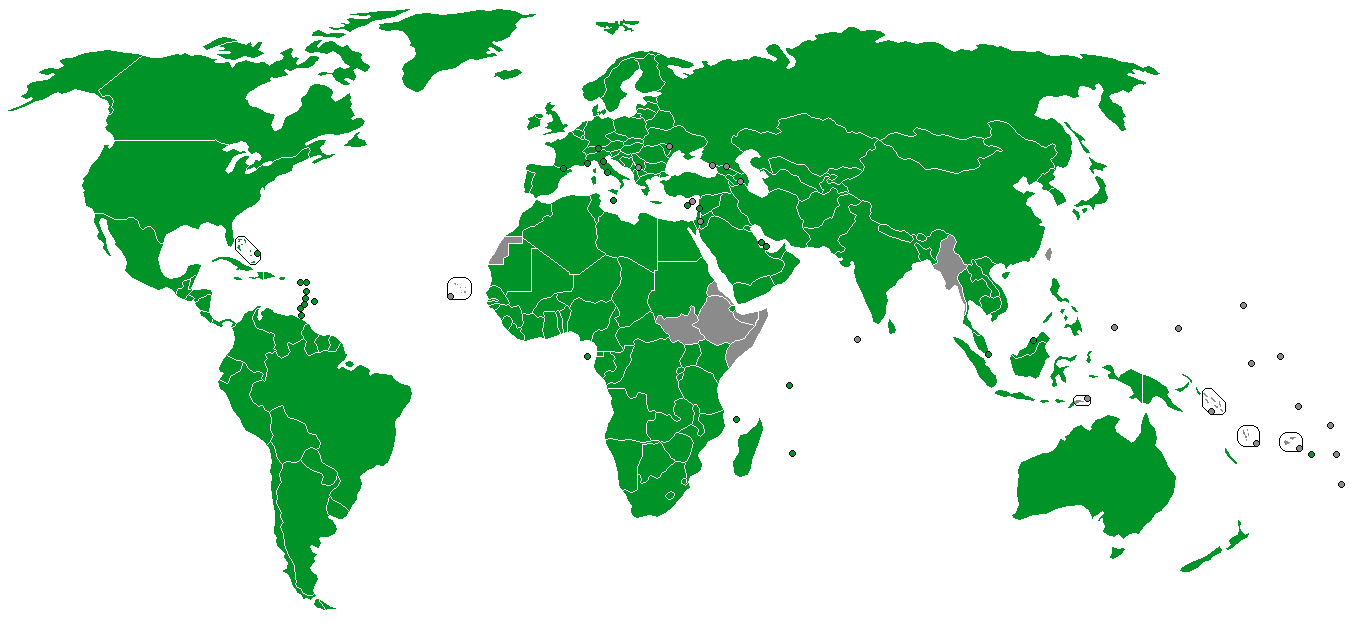
Países miembros del Convenio de París para la protección de la propiedad industrial

## Administración
El Convenio de París es administrado por la Organización Mundial de la Propiedad Intelectual (OMPI), con sede en Ginebra, Suiza.

## Tratados relacionados
- Arreglo de Madrid (1891) sobre marcas comerciales
- Tratado de Cooperación sobre patentes (1970)
- Arreglo de Lisboa sobre Denominaciones de Origen (1958) y Acta de Ginebra sobre Indicaciones geográficas (2015)